# Royston (Georgia)
Royston es una ciudad ubicada en el condado de Franklin en el estado estadounidense de Georgia. En el año 2000 tenía una población de 2.493 habitantes.

## Geografía
Royston se encuentra ubicada en las coordenadas 34°17′8″N 83°6′35″O / 34.28556, -83.10972 (34.285592, -83.109841).
Según la Oficina del Censo, la localidad tiene un área total de 8,9 km² (3,4 mi²), de la cual 8,9 km² (3,4 mi²) es tierra y 0 km² (0 mi²) (0.00%) es agua.

## Demografía
Según la Oficina del Censo en 2000 los ingresos medios por hogar en la localidad eran de $22,024, y los ingresos medios por familia eran $31,845. Los hombres tenían unos ingresos medios de $27,500 frente a los $21,580 para las mujeres. La renta per cápita para la localidad era de $14,750. 